# Éver Banega
Éver Maximiliano David Banega (Rosário, 29 de junho de 1988) é um futebolista argentino que atua como meio-campista. Atualmente joga no Newell's Old Boys.

## Carreira

### Início
Formado nas categorias de base do Boca Juniors, Banega foi promovido aos profissionais no ano de 2007. Logo em sua primeira temporada pelo clube Xeneize, o volante foi um dos destaques da equipe do técnico Miguel Ángel Russo que conquistou a Copa Libertadores da América. Em janeiro de 2008 assinou com o Valencia, mas em agosto do mesmo ano foi emprestado ao Atlético de Madrid.

### Sevilla
Em 2014, após um curto empréstimo ao Newell's Old Boys, foi contratado pelo Sevilla em agosto.

### Internazionale e retorno ao Sevilla
Foi anunciado como reforço da Internazionale no dia 6 de julho de 2016, assinando por três temporadas. No entanto, depois de não se adaptar ao futebol italiano, acertou seu retorno ao Sevilla em julho de 2017.

## Seleção Nacional
Depois de ter sido campeão com a Seleção Argentina Sub-20 na Copa do Mundo Sub-20 de 2007, Banega estreou pela Seleção Argentina principal no dia 4 de junho de 2008, em um amistoso contra o México. Meses depois foi um dos 22 convocados por Sergio Batista para os Jogos Olímpicos realizados em Pequim, onde conquistou a medalha de ouro com a Argentina.

## Títulos
Boca Juniors
- Copa Libertadores da América: 2007

Valencia
- Copa do Rei: 2007–08

Sevilla
- Liga Europa: 2014–15, 2015–16 e 2019–20

Seleção Argentina Sub-20
- Copa do Mundo FIFA Sub-20: 2007

Seleção Argentina Sub-23
- Jogos Olímpicos: 2008

### Prêmios individuais
- 95º melhor jogador do ano de 2016 (The Guardian)[6]
- 52º melhor jogador do ano de 2016 (Marca)[7]